# ديزموند توتو
ديزموند توتو (بالإنجليزية: Desmond Tutu) (7 أكتوبر 1931 - 26 ديسمبر 2021)، كبير أساقفة جنوب أفريقيا السابق الحائز على جائزة نوبل للسلام العام 1984.
توتو انتخب أول السود في جنوب أفريقيا الأنغليكانية كبير أساقفة كيب تاون، جنوب أفريقيا، ورئيس للكنيسة مقاطعة جنوب أفريقيا (الآن الكنيسة الأنغليكانية من جنوب أفريقيا). حصل على جائزة نوبل للسلام في 1984، وجائزة ألبرت شويزير الإنسانية، جائزة الحرية في 1986. وقال إنه ملتزم بموقف العالم لمكافحة الإيدز وكانت بمثابة الرئيس الفخري للتحالف العالمي لمكافحة الإيدز. في شباط / فبراير 2007 حصل على جائزة غاندي للسلام جائزة الدكتور. عبد الكلام، رئيس الهند.
نهل توتو من تراث الكوسيين والموتسوانيين معا عند ولادته لعائلة فقيرة في كليركسدورب، الإمبراطورية البريطانية في جنوب إفريقيا. عند بلوغه سن الرشد، تدرب كمدرس وتزوج من نوماليزو ليا توتو، والتي أنجب منها العديد من الأطفال. في عام 1960، تم تعيينه ككاهن أنجليكاني وفي عام 1962 انتقل إلى المملكة المتحدة لدراسة علم اللاهوت في كلية الملك في لندن. في عام 1966، عاد إلى جنوب إفريقيا، وقام بالتدريس في المعهد اللاهوتي الفيدرالي ثم في جامعة بوتسوانا وليسوتو وسوازيلاند. في عام 1972، أصبح مدير صندوق التعليم اللاهوتي لأفريقيا، وهو مركز مقره في لندن ولكنه يتطلب القيام بجولات متكررة في القارة الأفريقية. في جنوب إفريقيا عام 1975، عمل أولًا عميدًا لكاتدرائية القديسة ماري في جوهانسبرغ ومن ثم كأسقف ليسوتو، حيث لعب دورًا نشطًا في معارضة نظام الفصل العنصري في جنوب إفريقيا للفصل العنصري وحكم الأقلية البيضاء. من عام 1978 إلى عام 1985 شغل منصب الأمين العام لمجلس كنائس جنوب إفريقيا، حيث ظهر كواحد من أبرز الناشطين المناهضين للفصل العنصري في جنوب إفريقيا. على الرغم من تحذيره لحكومة الحزب الوطني من أن الغضب ضد الفصل العنصري سيؤدي إلى عنف عِرقي، إلا أنه بصفته ناشطًا، أكد على أن تكون الاحتجاجات غير عنيفة وعلى الضغط الاقتصادي الأجنبي لتحقيق الاقتراع العام.
في عام 1985، أصبح أسقف جوهانسبرغ، وفي عام 1986 أصبح رئيس أساقفة كيب تاون، وهو المنصب الأعلى في التسلسل الهرمي الأنغليكاني بجنوب إفريقيا. وأكد أثناء شغله لهذا المنصب على نموذج يؤسس للتوافق في القيادة وأشرف على تقديم الكهنة من النساء. وفي عام 1986 أيضًا، أصبح رئيسًا لمؤتمر الكنائس في كل أنحاء أفريقيا، مما أدى إلى مزيد من الجولات في القارة. بعد أن أطلق الرئيس فريدريك ويليم دي كليرك سراح الناشط المناهض لنظام الفصل العنصري نيلسون مانديلا من السجن في عام 1990 وقاد الاثنان مفاوضات لإنهاء نظام الفصل العنصري واعتماد ديمقراطية متعددة الأعراق، عمل توتو كوسيط بين الفصائل السوداء المتنافسة. بعد أن أسفرت الانتخابات العامة في عام 1994 عن تشكيل حكومة وحدة وطنية برئاسة مانديلا، اختار الأخير توتو لرئاسة لجنة الحقيقة والمصالحة للتحقيق في انتهاكات حقوق الإنسان السابقة التي ارتكبتها كل من الجماعات المؤيدة والمناهضة للفصل العنصري. منذ سقوط نظام الفصل العنصري، قام توتو بحملة من أجل حقوق المثليين وتحدث علنًا عن مجموعة واسعة من الموضوعات، من بينها الصراع الإسرائيلي الفلسطيني ومعارضته لحرب العراق وانتقاده لرئيسي جنوب إفريقيا ثابو مبيكي وجاكوب زوما. في عام 2010، تقاعد من الحياة العامة.
استقطب توتو الرأي بصعوده إلى الشهرة في سبعينيات القرن العشرين. احتقره المحافظون البيض الذين ساندوا نظام الفصل العنصري، في حين اعتبره كثير من الليبراليين البيض متطرفًا للغاية؛ اتهمه العديد من المتطرفين السود بأنه معتدل للغاية وأنه ركز على تنمية النوايا الحسنة التي يغرسها البيض، في حين انتقد الماركسيون اللينينيون موقفه المعادي للشيوعية. كان يحظى بشعبية كبيرة بين الأغلبية السوداء في جنوب إفريقيا، وقد حظي بالثناء الدولي لنشاطه المناهض للفصل العنصري، حيث حصل على مجموعة من الجوائز، منها جائزة نوبل للسلام. وقد جمع العديد من الكتب من خطاباته وعِظاته.

## النشأة

### الطفولة: 1931-1950
وُلِد ديزموند مبيلو توتو في 7 أكتوبر 1931 في كليركسدورب، وهي مدينة في شمال غرب جنوب أفريقيا. وُلِدَت والدته ألن دوروثيا مافويرتسيك ماثلير لعائلة موتسوانية في بوكسبورغ. كان والده، زكريا زيليلو توتو، من فرع الأمافنغو من الكوسيين ونشأ في جكوا، كيب الشرقية. في المنزل، تحدث الاثنان اللغة الكوسية. تدرب زكريا كمعلم مدرسة ابتدائية في كلية لوفديل قبل أن يشغل وظيفة في بوكسبورغ، حيث تزوج من زوجته. في أواخر العشرينات من القرن العشرين، شغل وظيفة في كليركسدورب. أقام هو وزوجته في المنطقة السكنية السوداء في المدينة التي أسسها الأفريقان. والتي أُنشئت في عام 1907، وكانت تُعرف آنذاك باسم «الموقع الأصلي» على الرغم من أنها سُميت لاحقًا ماكوتيند. كان الموقع الأصلي يضم مجتمعًا متنوعًا على الرغم من أن معظم السكان كانوا من التسوانيين، إلا أنه كان يضم كوسا، وسوتو، وعددًا قليلًا من التجار الهنود. عمل زكريا كمدير للمدرسة الابتدائية الميثودية وعاشت الأسرة في منزل مدير المدرسة، وهو مبنى صغير من الطين والطابوق في ساحة البِعثة الميثودية. 
كانت عائلة توتو عائلة فقيرة؛ واصفًا أسرته، أشار توتو لاحقًا إلى أنه «على الرغم من أننا لم نكن أغنياء، إلا أننا لسنا معدمين أيضًا». كان لدى توتو أخت أكبر سنا، سيلفيا فونيكا، والتي أطلقت عليه تسمية «مبيلو-Mpilo» («الحياة»)، وهو الاسم الذي أطلقته عليه جدته من أبيه. بينما أطلق عليه بقية أفراد الأسرة تسمية «الصبي». كان الابن الثاني لوالديه. حيث تُوفي صبيهم الأول، سيفو، في طفولته. ابنة أخرى، غلوريا لينديوي، وُلِدت من بعده. كان توتو مريضًا منذ ولادته، أدى شلل الأطفال إلى ضمور يده اليمنى، وفي إحدى المناسبات نُقِلَ إلى المستشفى نتيجةً لحروق خطيرة. كان لتوتو علاقة وثيقة مع والده، على الرغم من أنه كان مستاءً من كثرة شرب الخمر من قبل الأخير، حيث كان أحيانًا يضرب زوجته نتيجة الشرب. كانت الأسرة ميثودية من الأساس وتم تعميد توتو في الكنيسة الميثودية في يونيو 1932. قاموا بعد ذلك بتغيير طائفتهم، أولاً إلى الكنيسة الأسقفية الميثودية الأفريقية ثم إلى الكنيسة الأنغليكانية.
في عام 1936، انتقلت العائلة إلى تشينغ، حيث كان زكريا يعمل كمدير للمدرسة الميثودية. كانوا يعيشون في سقيفة في ساحة المدرسة.  تلقى توتو هناك تعليمه الابتدائي ولعب كرة القدم مع الأطفال الآخرين، كما أصبح الخادم في كنيسة القديس فرنسيس الأنغليكانية. طور حب القراءة، ولا سيما الاستمتاع بالكتب المصورة والقصص الخيالية الأوروبية. وتعلم هنا أيضًا اللغة الأفريقانية، اللغة الرئيسية في المنطقة. في تشينغ، أنجب والداه ابنًا ثالثًا سُمّيَ تامسانكا وتُوفي أيضًا في طفولته. حوالي عام 1941، انتقلت والدة توتو إلى ويتواترسراند للعمل كطاهية في معهد إيزنزيليني للمكفوفين في غرب جوهانسبرغ. تبعها توتو إلى المدينة، حيث عاش أولاً مع عمة له في روديبورت ويست قبل أن يحصلوا على منزل لهم في البلدة. في جوهانسبرغ، التحق بمدرسة ميثودية ابتدائية قبل أن ينتقل إلى المدرسة الداخلية السويدية (SBS) في بعثة القديس أغنيس. بعد عدة أشهر، انتقل مع والده إلى إرميلو في شرق ترانسفال. بعد ستة أشهر، عاد الثنائي للعيش مع بقية أفراد الأسرة في روديبورت ويست، حيث استأنف توتو دراسته في المدرسة الداخلية السويدية. كان قد واصل اهتمامه بالمسيحية، وفي سن الثانية عشرة خضع لطقس سر الميرون في كنيسة القديسة ماري، في روديبورت.
فشل توتو في حصة الحساب في امتحانه بالمدرسة الابتدائية، ولكن على الرغم من ذلك، استطاع والده أن يوفر له دخوله إلى مدرسة جوهانسبرغ بانتو الثانوية في عام 1945، حيث تفوق على المستوى الأكاديمي. انضم هناك إلى فريق لعبة الركبي بالمدرسة، حيث أنشأ حبًا للرياضة رافقه طوال حياته. خارج المدرسة، كسب المال من بيع البرتقال وعمل كحامل عدة الغولف للاعبي الغولف البيض. لتفادي نفقة قطار الذي يقوم برحلات يومية إلى المدرسة، عاش لفترة وجيزة مع عائلة أقرب إلى جوهانسبرغ، قبل أن يتحول مرة أخرى مع والديه عندما انتقلوا إلى مونسيفيل. ثم عاد إلى جوهانسبرغ بالانتقال إلى نزل كان جزءًا من المجمع الأنغليكاني المحيط بكنيسة كرايست ذي كنغ في سوفياتاون. أصبح خادمًا في الكنيسة وتأثر بكاهنها، تريفور هدليستون؛ لاحقًا، ذكر كاتب السِيَر شيرلي دو بولاي أن هدليستون كان «أعظم تأثير منفرد» في حياة توتو. في عام 1947، أصيب توتو بمرض السل وتم نقله إلى المستشفى في ريتفونتين لمدة 18 شهرًا، حيث قضى معظم وقته في القراءة وكان يزوره هدليستون بانتظام. في المستشفى، خضع لختان لبيان انتقاله إلى الرجولة. عاد إلى المدرسة في عام 1949 وخاض امتحاناته الوطنية في أواخر عام 1950، حيث اجتاز الدرجة الثانية بنجاح.

### الكلية ومهنة التدريس: 1951-1955

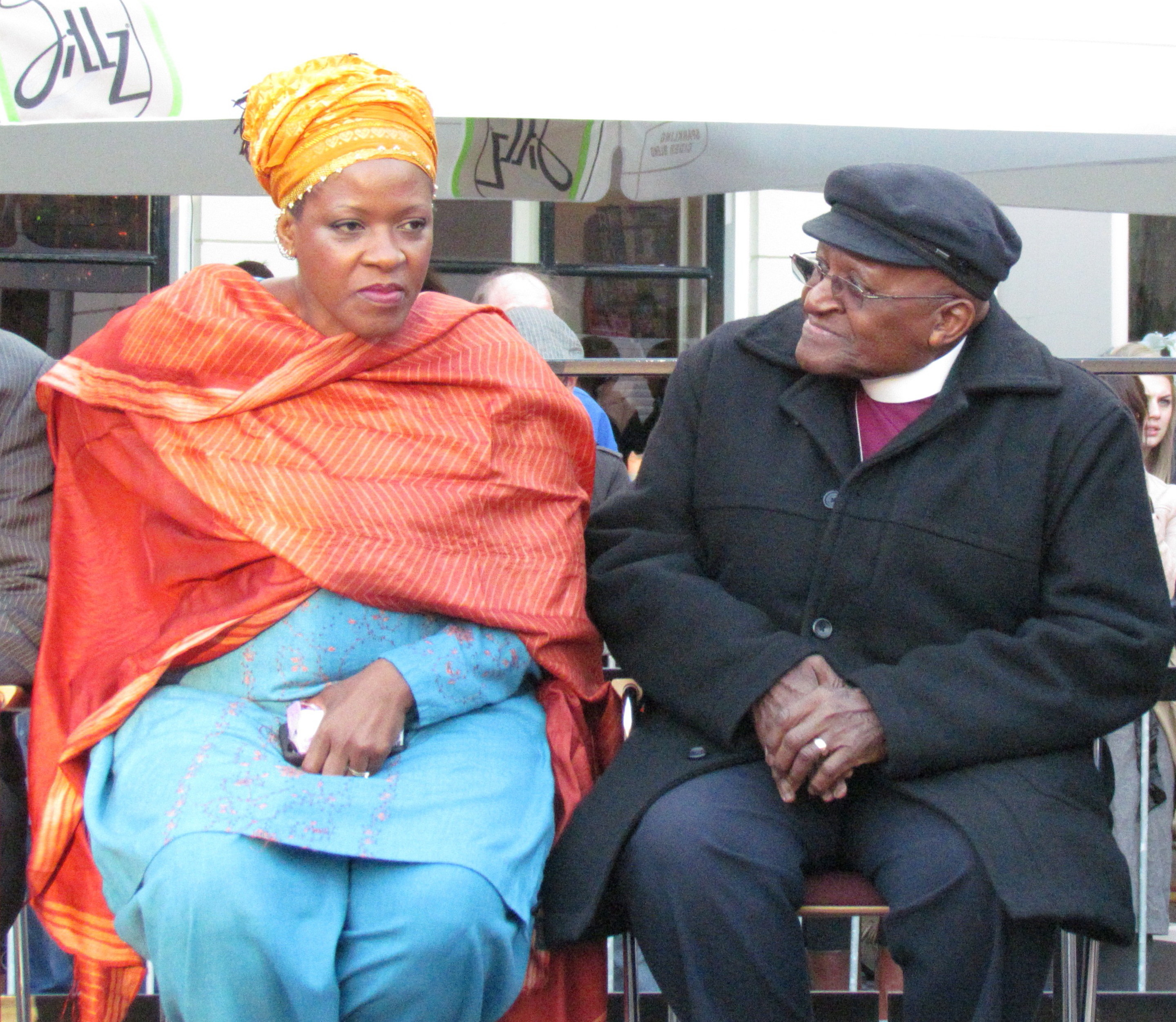
توتو مع ابنته مفو أندريا توتو في هولندا ، 2012

رغبة منه في أن يصبح طبيبًا، حصل ديزموند توتو على موافقة لدراسة الطب في جامعة ويتواترسراند؛ ومع ذلك، لم يستطع والداه تحمل تكاليف الدراسة. فانتقل إلى التدريس بدلاً من ذلك، وحصل على منحة حكومية لبدء دورة في كلية بريتوريا بانتو نورمال، والتي هي معهد لإعداد المعلمين، في عام 1951. وشغل هناك منصب أمين صندوق مجلس ممثلي الطلاب، وساعد في تنظيم جمعية القراءة والمسرح، وترأس جمعية الثقافة والمناظرات لمدة عامين. خلال أحد المناظرات المحلية، التقى للمرة الأولى بالمحامي –والرئيس المستقبلي لجنوب إفريقيا– نيلسون مانديلا. لم يتذكر الأخير الاجتماع ولم يواجها بعضهما البعض مرة أخرى حتى عام 1990. في الكلية، حصل توتو على دبلومة ترانسفال بانتو للمعلمين، بعد أن أشار عليه الناشط روبرت سوبوكوي بإجراء امتحانات. كما أنه تلقى خمس دورات دراسية بالمراسلة المتبادلة تقدمها جامعة جنوب إفريقيا (UNISA)، وتخرج في نفس دفعة مثل زعيم زيمبابوي المستقبلي روبرت موغابي. 
في عام 1954، بدأ تدريس اللغة الإنجليزية في مدرسة ماديبان الثانوية. في العام التالي، انتقل إلى مدرسة كروغرسدورب الثانوية، حيث درس اللغة الإنجليزية والتاريخ. بدأ في مغازلة نوماليزو ليا شينكسان، صديق شقيقته غلوريا التي كانت تدرس لتصبح معلمة مدرسة ابتدائية. تزوجا بشكل قانوني في محكمة مفوضية كروغرسدورب الأصلية في يونيو 1955، قبل أن يخوضا حفل زفاف كاثوليكي في كنيسة ماري كوين أوف أبوستلز (ماري ملكة الرسل)؛ على الرغم من أنه كان من الأنغليكانيين، فقد وافق توتو على الحفل بسبب اعتناق ليا للكاثوليكية. عاش المتزوجان حديثًا في البداية في غرفة في منزل والدي توتو قبل أن يستأجرا منزلًا خاصا بهما بعد ستة أشهر. وُلد طفلهما الأول، تريفور، في أبريل 1956؛ ابنتهما الأولى، ثانديكا، وُلِدت بعد 16 شهرًا. كان الزوجان يعبدان في كنيسة القديس بولس، حيث تطوع توتو كمدرس في مدرسة الأحد، ومساعد مايسترو جوقة، ومستشار للكنيسة، وواعظ، وشماس، بينما كان خارج الكنيسة متطوعًا أيضًا كمدير كرة قدم لفريق محلي.

## أمة قوس قزح
عموما كان الفضل لديزموند توتو سك مصطلح أمة قوس قزح بوصفها استعارة لمرحلة ما بعد نظام الفصل العنصري في جنوب أفريقيا بعد 1994 في ظل حكم المؤتمر الوطني الأفريقي. تعبير ومنذ ذلك الحين دخلت تعميم الوعي لوصف جنوب أفريقيا التنوع العرقي.

## رئيسًا للأساقفة
ولد عام 1931 في مدينة صغيرة في ترانسفال. انتقلت أسرة توتو إلى جوهانسبرغ عندما كان في 12 من عمره. كان يرغب في أن يصبح طبيب، وأسرته لا يستطيعون تحمل التدريب. بدأ في شبابه يخطو خطوات والده بالعمل في التدريس، قبل أن يقرر الانضمام إلى الكنيسة عام 1953.
عام 1975 أصبح أول عميد أسود للكنيسة الأنجليكانية في جوهانسبيرغ. وطوال سنوات الستينات والسبعينات اشتهر توتو بصوته العالي المناهض للعنصرية، وزادت مجاهرته بأفكاره القوية، بعد أن انتخب رئيسا للأساقفة في كيب تاون عام 1986. وفي مارس (آذار) 1988 أعلن رفضه المطلق لأن يعامل الرجل الأسود «كخرقة تمسح بها الحكومة أحذيتها».
بعد انتقاله إلى لندن وترقيه في المناصب الكنسية صارت لهجته حازمة دون عنف وقوية دون تخريب. وفي عام 1978 أصبح سكرتيراً عاماً لمجلس كنائس إفريقيا الجنوبية. وأعلن دعوته للعمل من أجل السجناء والفقراء والمقهورين والمعزولين والمحتقرين، فاتهم بالشيوعية والدعاية لها لكنه استمر حتى أصبح في نهاية السبعينيات من أبرز الوجوه المسيحية المعارضة لسياسة التفرقة العنصرية في جنوب إفريقيا. ورغم الصعوبات الكثيرة من الحكومة إلا أنه استمر يعيش ما يقول «لا البيولوجيا ولا لون البشرة هما اللذان يحددان قيمة الإنسان، بل إن ما يحدد هذه القيمة هو كون الإنسان مخلوقاً على صورة الله».
وفي إحدى جمله الشهيرة يقول:
"إن الله لا ينتظر أن يصبح الإنسان صالحاً، وهو لا يحبنا لأننا صالحون بل نحن صالحون لأنه يحبنا.
عام 1989 رحّب بخطوات الإصلاح التي أعلنها الرئيس كليرك، بعد توليه السلطة، ومن ضمن تلك الإصلاحات، الإفراج عن السجين نيلسون مانديلا. وقد استلهم توتو في نضاله ضد العنصرية في الثمانينات أفكار نظيره الأميركي، داعية حقوق الإنسان في الستينات الدكتور مارتن لوثر كينغ.

## لجنة الحقيقة والمصالحة
في 1995 طلب مانديلا، الذي أصبح رئيسا من توتو أن يرأس لجنة الحقيقة والمصالحة التي كانت مهمتها جمع الأدلة على جرائم اللاإنسانية واللاأخلاقية في عهد التفرقة العنصرية، على أن تتولى اللجنة تحديد ما إذا كان أولئك الذين اعترفوا بتورطهم في تلك الجرائم يستحقون العفو أم لا. استمر عمل اللجنة برئاسة توتو حتى أغسطس (آب) 1998.
في النهاية هاجم توتو القادة البيض السابقين لجنوب أفريقيا متهما إياهم بالكذب على اللجنة. وعفت اللجنة عن 849 شخصا من بين الـ 7112 الذين قدموا الطلب.
في 2005 أعرب توتو عن ندمه على عدم محاكمة من لم يطلب العفو، حيث قال إن اللجنة كان عليها محاكمة مقترفي جرائم عهد التمييز العنصري، الذين لم يطلبوا العفو أمام اللجنة. واعتبر توتو أن الضحايا لم يتلقوا تعويضات مناسبة، خاصة أن اولئك الذين شهدوا أمام اللجنة تخلوا عن حقهم في المطالبة بتعويضات أمام القضاء.
ويذكر أن الحكومة لم تبدأ في دفع التعويضات للضحايا حتى ديسمبر (كانون الأول) 2003، أي بعد الجلسات العلنية للجنة بخمس سنوات. وقد خصصت الحكومة مبلغ 660 مليون راند لـ22 ألف ضحية، مقارنة بالثلاثة مليارات التي أوصت بها اللجنة.

## وفاتهُ
توفي ديزموند بسبب سرطان البروستاتا في مركز أويسيس فريل للرعاية في كيب تاون صباح يوم 26 ديسمبر 2021 عن عمر يناهز 90 عامًا.